# Råbjerg (parochie)
Råbjerg is een parochie van de Deense Volkskerk in de Deense gemeente Frederikshavn. De parochie maakt deel uit van het bisdom Aalborg en telt 1802 kerkleden op een bevolking van 1924 (2004). Historisch was de parochie deel van de herred Horns. In 1970 werd de parochie ingedeeld in de nieuw gevormde gemeente Skagen, die in 2007 opging in de vergrote gemeente Frederikshavn.

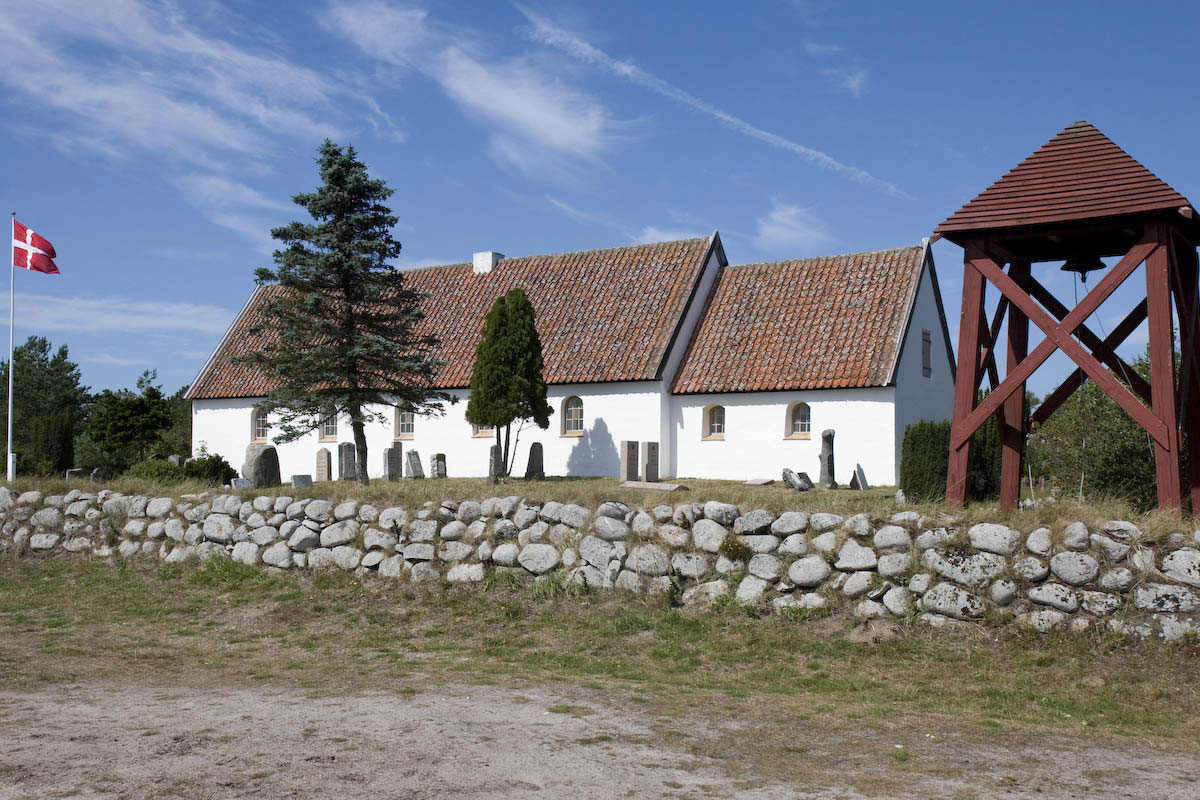
Raabjerg kirke

Abildgård · Albæk · Åsted · Bangsbostrand · Elling · Flade · Frederikshavn · Gærum · Hørby · Hulsig · Jerup · Karup · Kvissel · Lyngsaa · Østervrå · Råbjerg · Sæby · Skærum · Skæve · Skagen · Torslev · Understed · Volstrup